# Ханс Албрехт Фьолин фон Фрикенхаузен-Илертисен
Ханс Албрехт Фьолин фон Фрикенхаузен-Илертисен (на немски: Hans Albrecht Vöhlin von Frickenhausen zu Illertissen
Herr zu Neuburg; * 5 май 1629; † 7 юли 1693, Нойбург ан дер Камел, Бавария) от благородническия род Фьолин, е фрайхер на Фрикенхаузен-Илертисен, господар на Нойбург ан дер Камел в Бавария. Фамилията Фьолин е успешна търговска фамилия в имперския град Меминген.

## Произход и наследство
Той е син (от 13 деца) на фрайхер Ханс Кристоф III Фьолин фон Фрикенхаузен, фрайхер на Илертисен (1589 – 1641) и съпругата му фрайин Мария Йохана фон Велден (1594 – 1629), дъщеря на фрайхер Карл фон Велден-Хохалтинген и Кордула фон Хюрнхайм. Внук е на Карл Фьолин фон Фрикенхаузен (1562 – 1599) и Мария Рот фон Бусмансхаузен (1569 – 1618). Баща му се жени втори път на 30 септември 1577 г. за Мария Максимилиана Фугер фон Кирхберг-Вайсенхорн (1591 – 1644). Сестра му Мария Кордула Фьолин фон Фрикенхаузен-Илертисен-Нойбург (1614 – 1685) се омъжва през май 1639 г. за граф Йохан Франц Фугер фон Кирхберг-Вайсенхорн-Бабенхаузен (1613 – 1668)), внук на Йохан Фугер Стари (1583 – 1633).
Фамилията Фьолин фон Фрикенхаузен притежава господството Нойбург ан дер Камел от 1524 до 1816 г. След изчезването на фамилията Фьолин по мъжка линия, дъщерите наследяват дворец Нойбург и живеят там до 1816 г.

## Фамилия
Ханс Албрехт Фьолин фон Фрикенхаузен-Илертисен се жени на 31 август 1654 г. в манастир Лехфелд за графиня Мария Конкордия фон Прайзинг цу Моос († 13 май 1712 в Нойбург а. К.), дъщеря на граф Ханс Лудвиг фон Прайзинг и Цецилия фон Брайтен-Ланденберг. Те имат децата:
- Йохан Франц Йозеф Фьолин фон Фрикенхаузен
- Йохан Лудвиг Гвидобалд Фьолин фон Фрикенхаузен, женен за Йохана Елизабет Максимилиана фон Геминген-Щайнег
- Йохан Албрехт Фьолин фон Фрикенхаузен
- Йохан Кристоф Адам Фьолин фон Фрикенхаузен-Хоенраунау (* 4 октомври 1668; † 27 април 1731/5 октомври 1734), женен 1703 г. за графиня Емилия Антония Каролина фон Хоенемс (* ок. 1680; † 10 декември 1752, Манхайм), дъщеря на граф Якоб Ханибал III Фридрих фон Хоенемс (1653 – 1730) и фрайин Амилия фон Шауенщайн (1652 – 1734); бездетен
- Мария Маргарета Цецилия Фьолин фон Фрикенхаузен-Илертисен (* 13 април 1673, Нойбург; † 29 май 1738, Вайсенщайн), омъжена на 14 ноември 1694 г. в Нойбург ан дер Камел за фрайхер Йозеф Рудолф Кристоф фон Рехберг (* 10 май 1659, Остерберг, район Ной-Улм; † 26 декември 1711, дворец Вайсенщайн)